# Edi Federer
Eduard „Edi“ Federer (* 20. Februar 1955 in Mühlbach am Hochkönig, Salzburg; † 30. Mai 2012 in Pfarrwerfen) war ein österreichischer Skispringer und Sportmanager.

## Werdegang
Federer begann seine Karriere beim FIS-Springen am 3. Jänner 1971 in Innsbruck. Er beendete den Wettkampf auf der Bergiselschanze auf dem 73. Platz. Nachdem er am 6. Jänner des gleichen Jahres in Bischofshofen nur auf Platz 64 sprang, nahm er eine internationale Pause von drei Jahren und trat erst wieder zur Vierschanzentournee 1974 an.
Bei der Vierschanzentournee 1974/75 erreichte er mit 874 Punkten den 2. Rang in der Gesamtwertung. Es war sein einziger großer Erfolg. Er konnte mit einem zweiten Platz beim Springen am 3. Jänner 1975 in Innsbruck erstmals und auch zum einzigen Mal in seiner Karriere bei einem Einzelbewerb aufs Podium springen.
Nach seiner aktiven Karriere gründete er ein Sportmanagement-Unternehmen und war von 1992 bis zu dessen Rücktritt vom Skispringen 2005 der Manager von Andreas Goldberger. Anschließend betreute er als Manager das polnische Skisprungteam und war der persönliche Manager von Adam Małysz und Thomas Morgenstern, ehe er sich 2010 aufgrund der Nervenerkrankung ALS zurückzog, an der er am 30. Mai 2012 verstarb.